# Sexarbejdernes Interesse Organisation
Sexarbejdernes Interesse Organisation (SIO) är en dansk förening som arbetar för landets sexarbetare.
2011 stöttade organisationen ett konservativt danskt reformförslag, vilket skulle göra sexarbete / prostitution till en helt normaliserad näring.